# 難波王
難波王（なにわ の おおきみ、生没年不詳）は、飛鳥時代の皇族。位階は浄広肆。

## 経歴
『上宮記』逸文（『聖徳太子平氏伝雑勘文』所引）・『本朝皇胤紹運録』によると、山背大兄王の子に「難波王」（『上宮聖徳法王帝説』では「難波麻呂古王」）がおり、同一人物ではないか、とも言われている。
『日本書紀』巻第二十九によると、天武天皇14年（683年）9月に、天皇は宮処王、広瀬王、難波王、竹田王、弥努王を京と畿内に遣わして、人夫の兵（武器）を校閲させた。これは前年の閏4月に、「来年の9月に必ず閲せむ。因りて百寮の進止（ふるまい）・威儀（よそおい）を教へよ」という詔を出し、それを実施したものである。その数日後、天武天皇は大安殿で王卿らとともに博戯（双六などの賭け事）をして遊んだが、このメンバーの中に難波王がおり、宮処王・竹田王・三国真人友足・県犬養宿禰大侶・大伴宿禰御行 ・境部宿禰石積・多朝臣品治 ・采女朝臣竹羅・藤原朝臣大嶋とともに、天皇から御衣袴（おおみそおおみはかま＝お召し物と袴）を与えられている。
『書紀』巻第三十によると、持統天皇6年（692年）5月、天皇の命により、藤原宮の地鎮祭を行っている。この時の位階が浄広肆である。